# Currents (album Eisley)
Currents – czwarty studyjny album zespołu Eisley, wydany 28 maja 2013 przez wytwórnię Equal Vision Records. Album został nagrany i wyprodukowany niezależnie przez zespół w ich własnym studiu w Tyler w stanie Teksas. Okładkę albumu zaprojektowała Sherri DuPree – główna wokalistka zespołu.
W czerwcu 2013 album zajął 66 pozycję w rankingu Billboard 200.

## Lista utworów
1. „Currents” – 4:10
2. „Bluefish” – 3:59
3. „Drink The Water” – 3:54
4. „Save My Soul” – 3:53
5. „Millstone” – 4:25
6. „Real World” – 4:38
7. „Wicked Child” – 4:55
8. „Find Me Here” – 3:57
9. „Wonder English” – 3:30
10. „Lost Enemies” – 3:36
11. „The Night Comes” – 4:52
12. „Shelter” – 4:48